# Sterling K. Brown
Sterling Kelby Brown, född 5 april 1976 i Saint Louis i Missouri, är en amerikansk skådespelare.
Brown har bland annat haft roller i TV-serierna Fallet O.J. Simpson (2016) och This Is Us (2016– ), två roller som gett honom två Emmy Awards och en Golden Globe Award. Han blev därmed den första svarta skådespelaren att vinna en Golden Globe Award för bästa manliga huvudroll i en dramaserie. Han har även haft roller i långfilmerna Black Panther (2018) och The Predator (2018).
Sedan 2007 är han gift med skådespelaren Ryan Michelle Bathe och tillsammans har de två barn.

## Filmografi
- 2002–2004 – Tredje skiftet (TV-serie) (9 avsnitt)
- 2004 – Cityakuten (TV-serie) (1 avsnitt)
- 2004 – På heder och samvete (TV-serie) (1 avsnitt)
- 2004 – På spaning i New York (TV-serie) (1 avsnitt)
- 2005 – Boston Legal (TV-serie) (1 avsnitt)
- 2005 – Stay
- 2006 – Alias (TV-serie) (1 avsnitt)
- 2006 – Brottskod: Försvunnen (TV-serie) (1 avsnitt)
- 2006–2007 – Supernatural (TV-serie) (4 avsnitt)
- 2007–2013 – Army Wives (TV-serie) (huvudroll, 107 avsnitt)
- 2007 – Shark (TV-serie) (1 avsnitt)
- 2007 – Standoff (TV-serie) (1 avsnitt)
- 2008 – Righteous Kill
- 2008 – Eli Stone (TV-serie) (1 avsnitt)
- 2010 – Medium (TV-serie) (1 avsnitt)
- 2011 – Harry's Law (TV-serie) (1 avsnitt)
- 2011 – Our Idiot Brother
- 2011 – The Good Wife (TV-serie) (1 avsnitt)
- 2012 – Nikita (TV-serie) (1 avsnitt)
- 2012–2013 – Person of Interest (TV-serie) (6 avsnitt)
- 2013 – NCIS (TV-serie) (1 avsnitt)
- 2014 – Masters of Sex (TV-serie) (1 avsnitt)
- 2014 – The Mentalist (TV-serie) (1 avsnitt)
- 2015 – Castle (TV-serie) (1 avsnitt)
- 2015 – Criminal Minds (TV-serie) (1 avsnitt)
- 2016 – Fallet O.J. Simpson (TV-serie) (10 avsnitt)
- 2016–2022 – This Is Us (TV-serie) (huvudroll, 106 avsnitt)
- 2017 – Marshall
- 2018 – Hotel Artemis
- 2018 – Black Panther
- 2018 – Brooklyn Nine-Nine (TV-serie) (1 avsnitt)
- 2018 – The Predator
- 2019 – The Marvelous Mrs. Maisel (TV-serie) (4 avsnitt)
- 2019 – Waves
- 2019 – The Angry Birds Movie 2 (röst)
- 2019 – Frost 2 (röst)
- 2023 – American Fiction
- 2024 – Atlas
- 2025 – Paradise (TV-serie)